# Sebastes miniatus

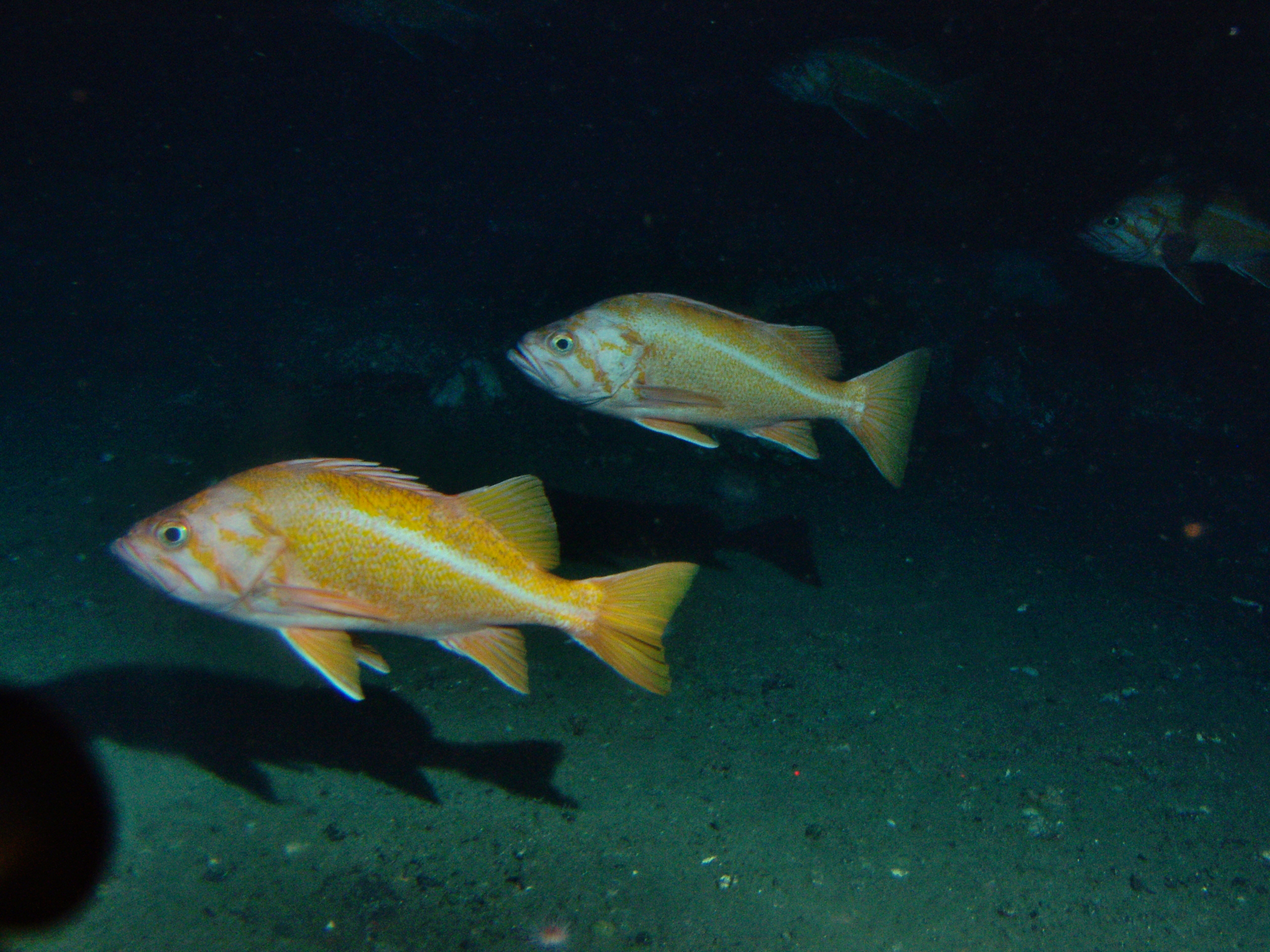
Dos Sebastes miniatus en una regió pelàgica a 175 m. de fondària, a la costa de Califòrnia

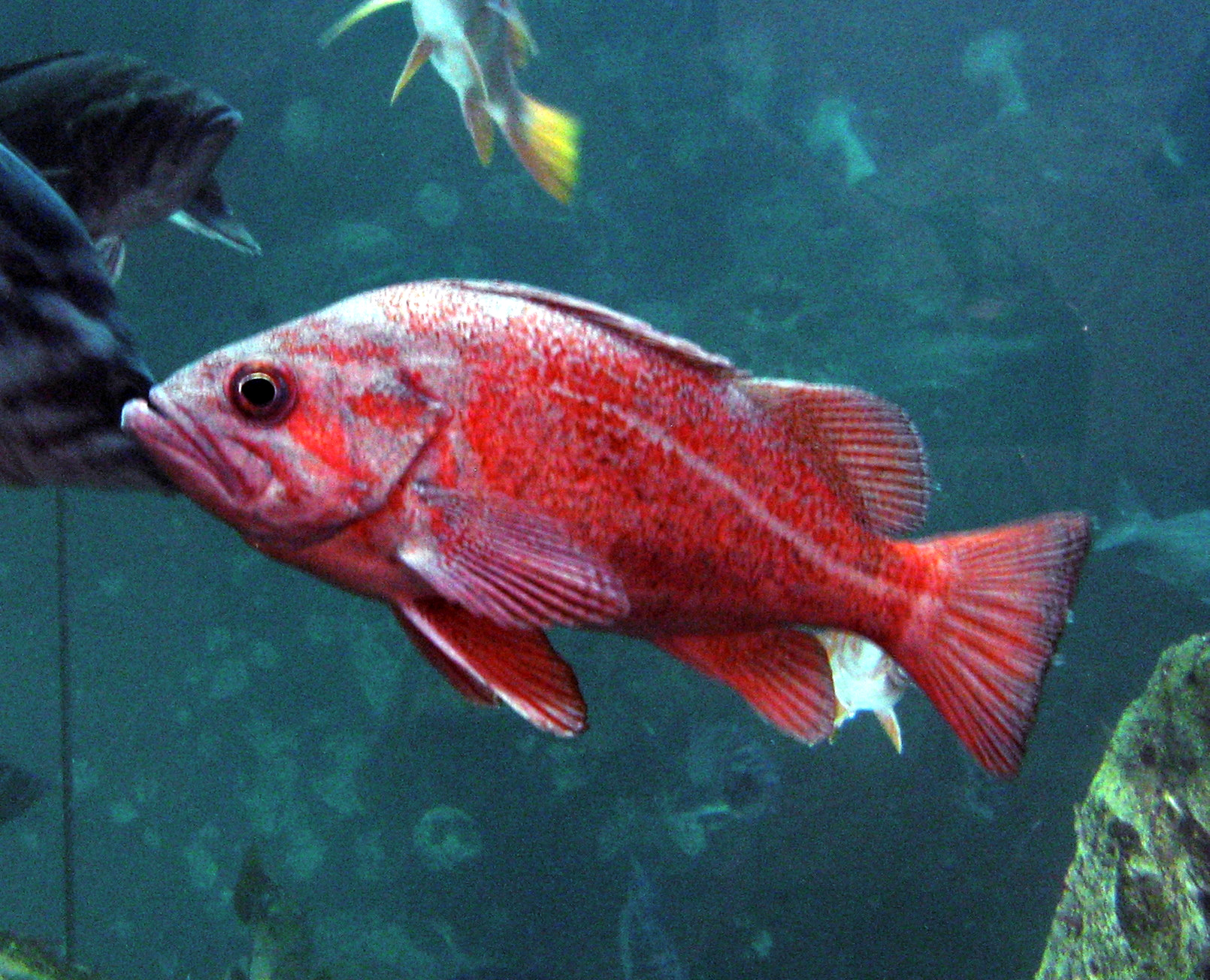
Exemplar adult

Sebastes miniatus és una espècie de peix pertanyent a la família dels sebàstids i a l'ordre dels escorpeniformes.

## Etimologia
Sebastes prové dels mots grecs sebastes (august, venerable) i miniatus (vermelló).

## Descripció
Fa 91 cm de llargària màxima i 6,8 kg de pes. 13 espines i 13-15 radis tous a l'única aleta dorsal (la qual s'estén sobre la major part de la longitud del dors) i 3 espines i 7 radis tous a l'anal. Espines del cap de moderades a febles. Presència d'espines nasals, preoculars, supraoculars, postoculars, timpàniques i parietals. Absència d'espines coronals i, normalment, també de les nucals. Mandíbula inferior aspra i escamosa. Peduncle caudal ample. Boca i aletes vermelles. Aletes generalment vorejades de negre. 3 ratlles fosques que li irradien des dels ulls. Línia lateral contínua. 35-43 branquiespines. Absència d'aleta adiposa. Aleta caudal més o menys truncada. Aletes pectorals amb cap espina i 16-18 radis tous. Aletes pelvianes amb 1 espina i 5 radis tous. Sota l'aigua, els joves són de color fosc, tret de l'aleta caudal i del peduncle que són clars, i d'algunes àrees clares als radis tous de l'aleta dorsal (en pocs mesos més endavant, esdevindran de color vermell clar o vermell marró, sovint amb taques fosques o clares). Els subadults són de color vermell maó, sovint amb marques blanques o negres i franges al voltant de les aletes. La coloració dels adults varia entre el marró, el groc llimona, el groc fosc, taronja i vermell (normalment, amb algun clapejat gris o negre als flancs). Els exemplars que viuen en aigües poc fondes tendeixen a tindre punts i taques blanques i negres, mentre que els que es troben en zones més fondes sovint són completament vermells. Les femelles creixen més que els mascles. Boca gran i amb la mandíbula inferior sobresortint lleugerament. Aleta anal amb una inclinació anterior pronunciada. Peritoneu clar. Forma entre els ulls convexa. És similar en aparença a Sebastes ruberrimus i Sebastes pinniger, però se'n diferencia perquè la part inferior de les mandíbules inferiors d'aquestes darreres espècies no té escates i és suau al tacte.

## Reproducció
És de fecundació interna i vivípar. A Califòrnia, la temporada de fresa té lloc al setembre i, en general, les femelles poden pondre entre 151.000 i 5.601.000 ous. Les larves fan 4,3 mm de llargada en el moment de néixer.

## Alimentació i depredadors
Menja peixos (mictòfids i engràulids), calamars, krill, polps, crancs pelàgics, gambetes, copèpodes, amfípodes, isòpodes, poliquets i Mysida. El seu nivell tròfic és de 4,04. Els joves d'aquesta espècie són depredats pel corb marí de Brandt (Phalacrocorax penicillatus).

## Hàbitat i distribució geogràfica
És un peix marí, associat als esculls (entre 15 i 274 m de fondària, normalment entre 183 i 274) i de clima subtropical (54°N-47°N), el qual viu al Pacífic oriental: des de l'Estret del Príncep Guillem (Alaska) i l'arxipèlag Haida Gwaii (la Colúmbia Britànica, el Canadà) fins a les islas San Benito (Baixa Califòrnia, Mèxic), incloent-hi el golf d'Alaska, Puget Sound, la mar dels Salish, l'estret de Geòrgia i el corrent de Califòrnia. Els adults viuen entre les aigües poc fondes i fondes dels esculls rocallosos, mentre que els joves prefereixen les poc fondes.

## Observacions
És inofensiu per als humans, el seu índex de vulnerabilitat és alt (63 de 100), la seua longevitat de 60 anys i és venut comercialment en forma de filets.